# 2 Years On
2 Years On släpptes i december 1970 och var den brittisk-australiensiska popgruppen Bee Gees sjätte album. Albumet nådde placeringen #32 på USA:s listor, och sålde 300 000 exemplar i hela världen. Inspelningarna påbörjades av Robin och Maurice men merparten av låtarna fram till Barrys återkomst användes inte.

## Låtlista
Sida ett
1. 2 Years On – 3:57 (Robin Gibb, Maurice Gibb)
2. Portrait of Louise – 2:35 (Barry Gibb)
3. Man for All Seasons  – 2:59 (B. Gibb, R. Gibb, M.Gibb)
4. Sincere Relation – 2:46 (R. Gibb, M. Gibb)
5. Back Home – 1:52 (B. Gibb, R. Gibb, M. Gibb)
6. The First Mistake I Made – 4:03 (B. Gibb)

Sida två
1. Lonely Days – 3:45 (B. Gibb, R. Gibb, M. Gibb)
2. Alone Again – 3:00 (R. Gibb)
3. Tell Me Why – 3:13
4. Lay It on Me – 2:07 (M. Gibb)
5. Every Second, Every Minute – 3:01 (B. Gibb)
6. I'm Weeping – 2:45 (R. Gibb)